# 闕枚莎
闕枚莎（1972年4月5日—），臺灣政治人物，中國國民黨籍，出身臺北市南港區世家闕家，現任臺北市議會議員。

## 政治經歷
闕枚莎的母親是五連霸資深前臺北市議員謝英美。2002年闕枚莎從政，臨時被母親徵召回國，以無黨籍參選臺北市議員，但高票落選。後加入中國國民黨，當選任務型國民大會代表。爾後當選臺北市議員，連任五屆。
2016年立法委員選舉時參加國民黨黨內初選，敗給李彥秀。

## 選舉紀錄
| 年度 | 選舉屆數               | 選舉區                 | 所屬政黨   | 得票數    | 得票率 | 當選標記 | 備註 |
| ---- | ---------------------- | ---------------------- | ---------- | --------- | ------ | -------- | ---- |
| 2002 | 第九屆臺北市議員選舉   | 臺北市第二選舉區       | 無黨籍     | 13,820    | 7.49%  |          |      |
| 2005 | 任務型國民大會代表選舉 | 任務型國民大會代表選舉 | 中國國民黨 | 1,508,384 | 38.92% |          |      |
| 2006 | 第十屆臺北市議員選舉   | 臺北市第二選舉區       | 中國國民黨 | 33,132    | 18.75% |          |      |
| 2010 | 第十一屆臺北市議員選舉 | 臺北市第二選舉區       | 中國國民黨 | 21,866    | 10.69% |          |      |
| 2014 | 第十二屆臺北市議員選舉 | 臺北市第二選舉區       | 中國國民黨 | 19,956    | 9.12%  |          |      |
| 2018 | 第十三屆臺北市議員選舉 | 臺北市第二選舉區       | 中國國民黨 | 24,248    | 11.49% |          |      |
| 2022 | 第十四屆臺北市議員選舉 | 臺北市第二選舉區       | 中國國民黨 | 18,684    | 9.06%  |          |      |

## 外部連結
- 闕枚莎的Instagram帳戶

1. ↑  羅暐智、洪與成. . 風傳媒. 2015-05-17  [2020-01-27]. （原始内容存档于2020-01-27）.